# Stod
Stod (deutsch Staab) ist eine Kleinstadt im Okres Plzeň-jih in Böhmen Tschechien.

## Geographische Lage

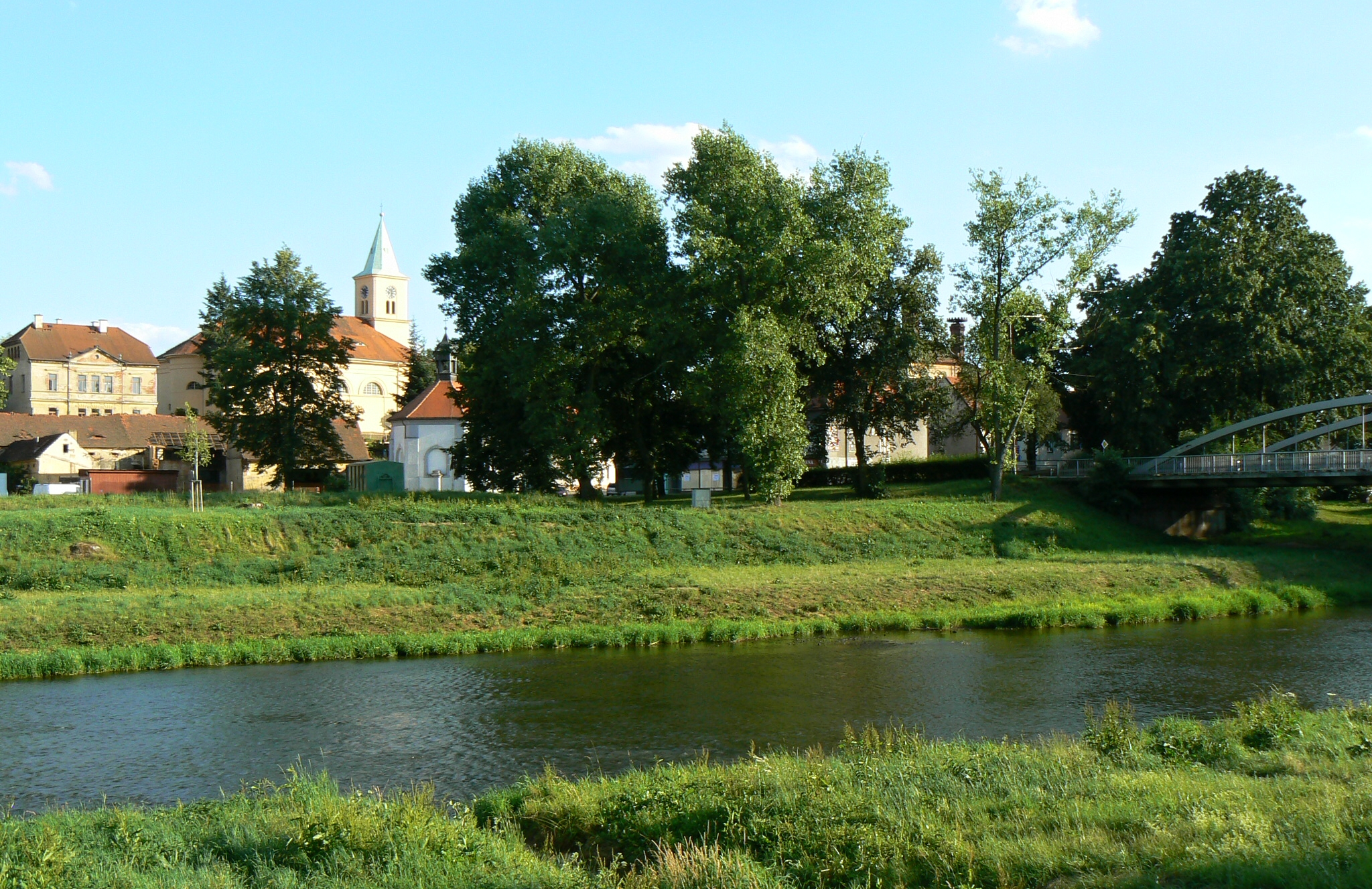
Fluss Radbusa mit dem Stadtzentrum im Hintergrund

Die Stadt liegt in Westböhmen in 337 m n.m. in der Flussebene der Radbuza (Radbusa) beiderseits des Flusses an der Einmündung der Merklínka, zehn Kilometer westlich von Dobřany (Dobrzan) und drei Kilometer südwestlich des Dorfs Chotěšov (Chotieschau), in dem sich ein ehemaliges Schloss der Familie Thurn und Taxis befindet.
Durch die Stadt führen die Staatsstraße 26 zwischen Pilsen und Staňkov (Stankau) sowie die Eisenbahnstrecke von Pilsen nach Domažlice (Taus). Nach Südosten schließen sich mehrere Hügel an, von denen der 487 m hohe Křížový vrch (Kreuzberg) einen Aussichtsturm besitzt.
Nachbarorte sind Kotovice (Gottowitz), Hoříkovice (Horschikowitz) und Týnec (Teinitzl) im Norden, Mantov (Mantau) und Losina (Lossin) im Osten, Lelov (Lellowa) im Süden, Střelice (Strelitz) und Hradec (Hradzen) im Westen sowie Ves Touškov (Tuschkau-Dorf) im Nordwesten.

## Geschichte

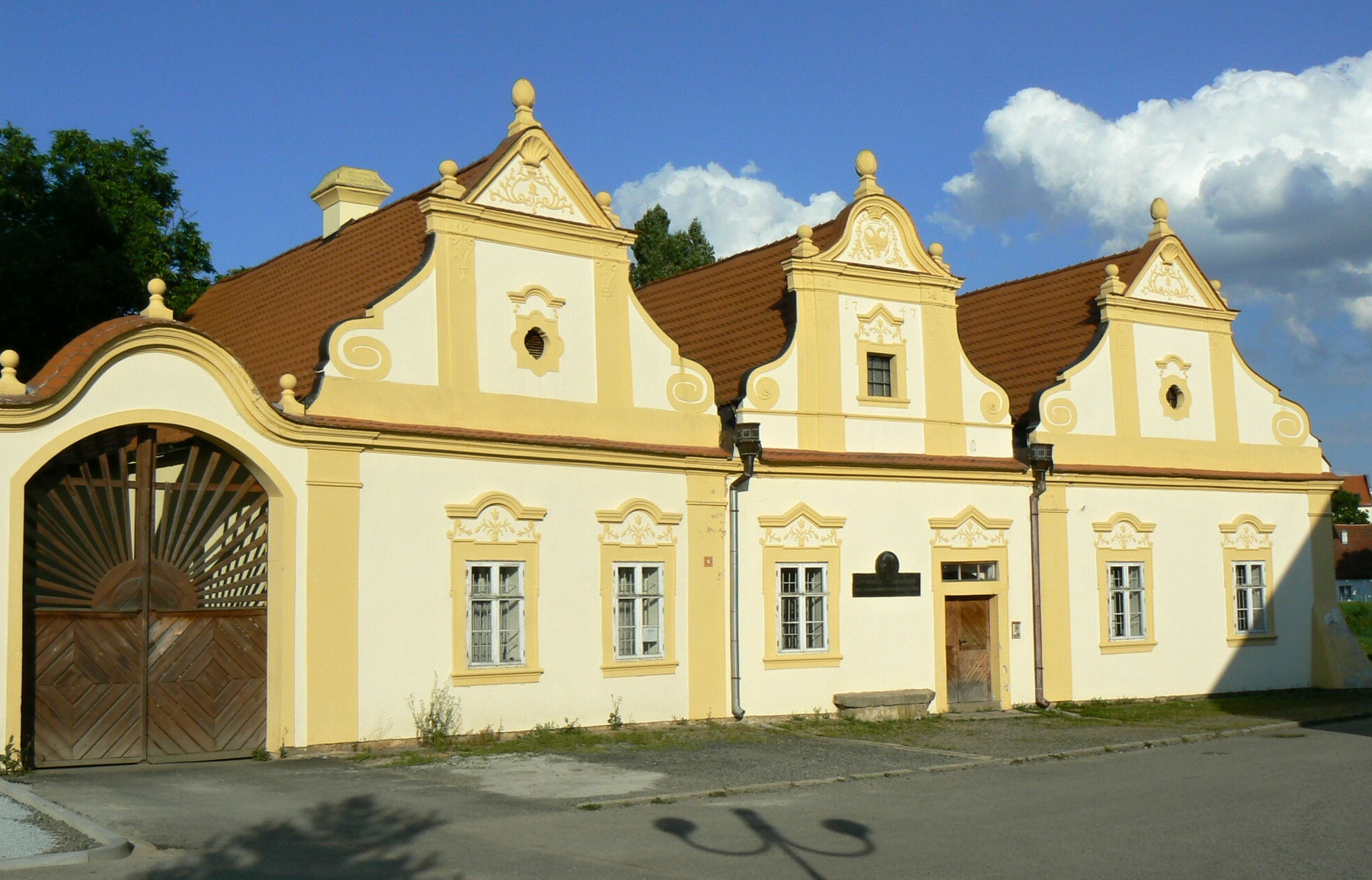
Häuser beim Stadtzentrum

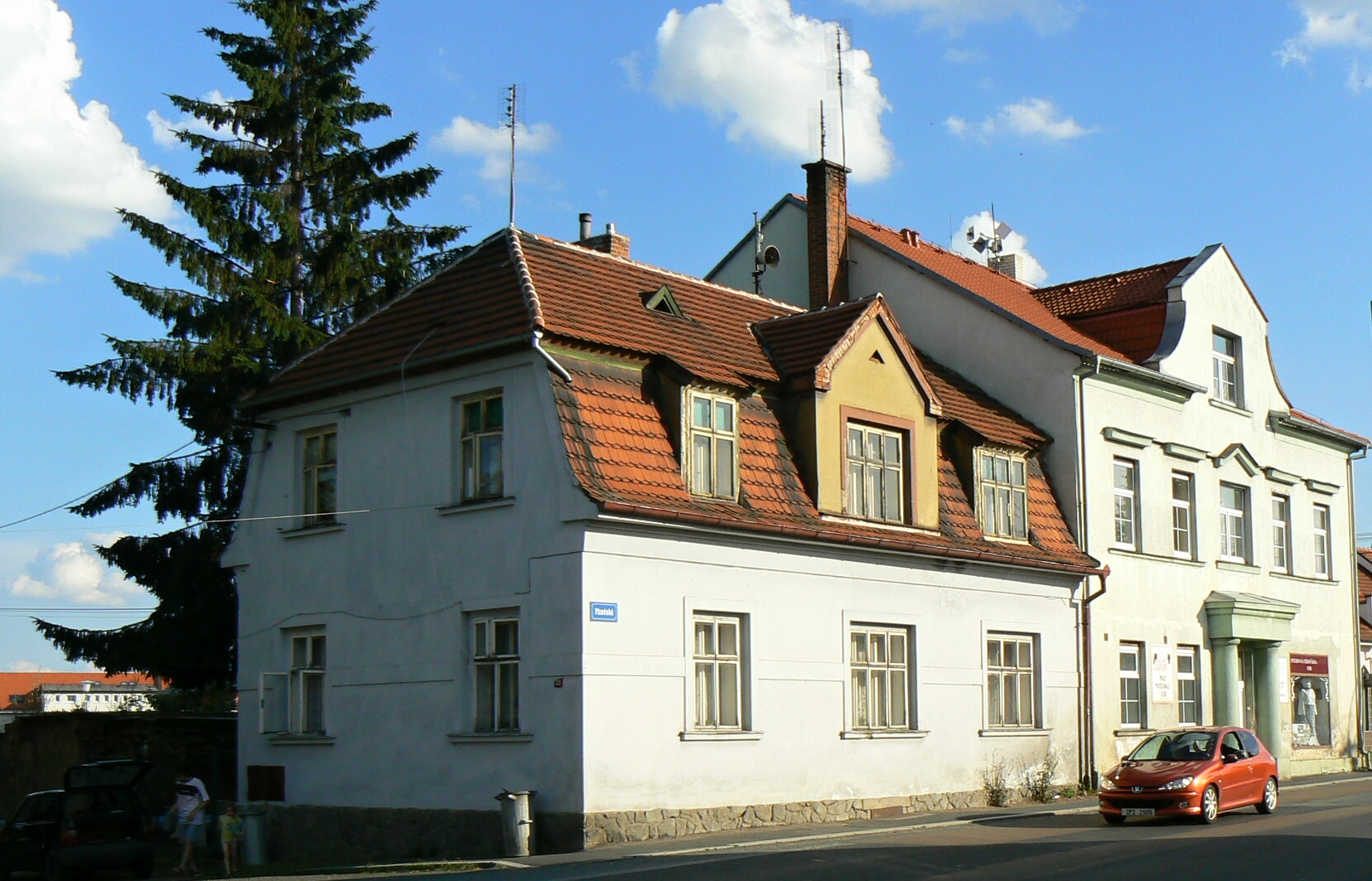
Geschäftshaus in der Stadt

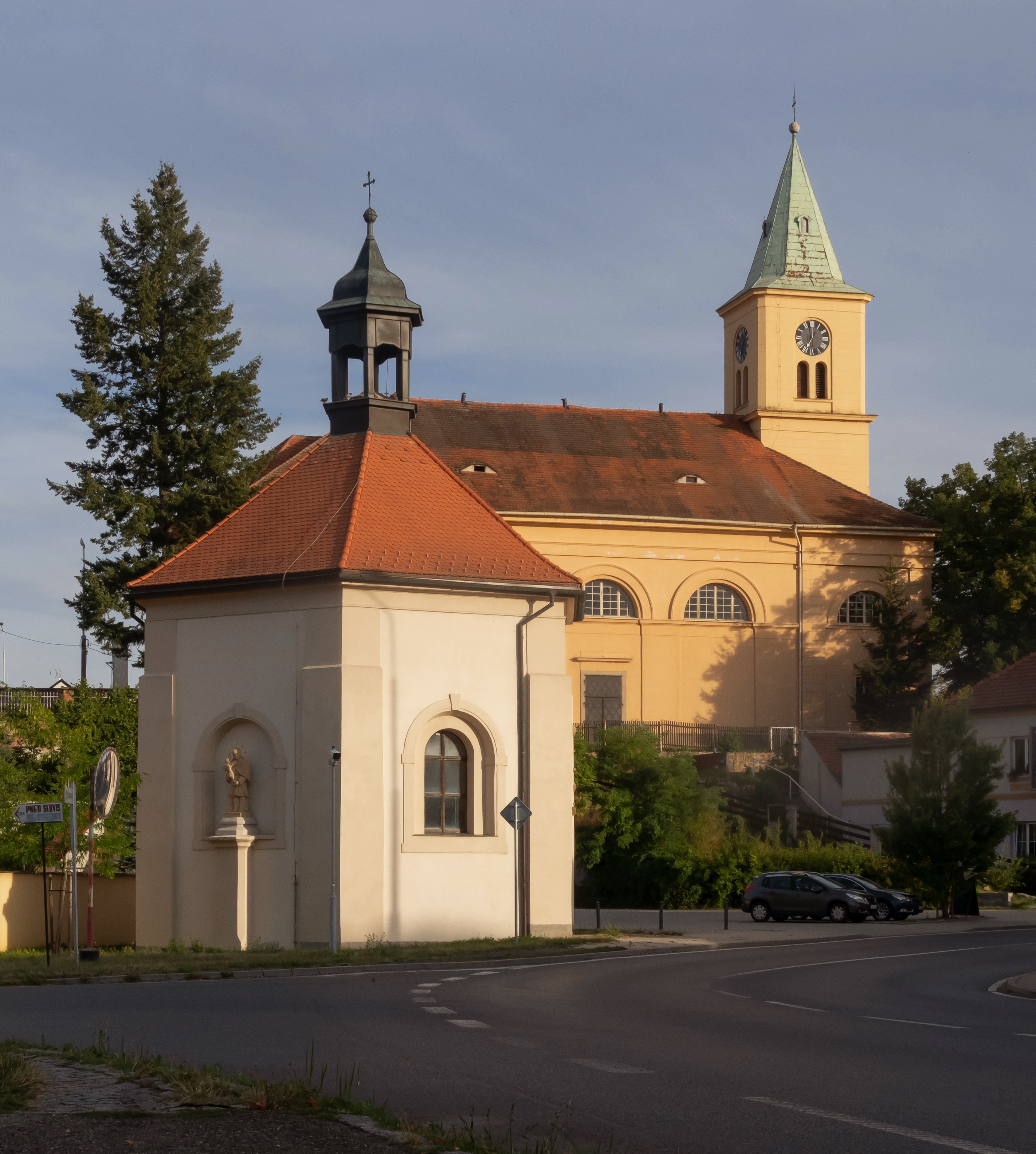
Stod, Kapelle (Špitální kaple) und Kirche (kostel sv. Máří Magdaleny)

Die erste urkundliche Erwähnung von Stod stammt aus dem Jahre 1235, als König Wenzel I. den Ort dem Kloster Chotěšov überließ. 1315 erhob Johann von Luxemburg Stod zum Marktflecken. Durch Karl IV. erhielt der Ort 1363 weitere Privilegien, wie die Gerichtsbarkeit und das Recht zum Gebrauch eines Stadtsiegels und zur Führung von Stadtbüchern. 1544 erging an Stod das Privileg zur Errichtung eines Malzhauses und einer Brauerei. 1547 entstand eine Poststation und 1550 gewährte Ferdinand I. die Abhaltung eines Jahrmarktes.
Der Flecken wurde durch die Wirren des Dreißigjährigen Krieges in seiner Entwicklung zurückgeworfen. Aus der berní rula geht hervor, dass der verödete Ort 1654 nur noch etwa 230 Bewohner hatte. Für die Wiederbesiedlung des Landstriches wurden deutsche Familien aus Bayern und dem Tepler Hochland angesiedelt.
1850 erhielt Staab, das zu dieser Zeit auf 1500 Einwohner angewachsen war, Stadtrechte. Die Stadt im Politischen Bezirk Mies wurde Sitz eines Bezirksgerichts. Im Jahr 1900 hatte die Stadt 2.470 Einwohner, davon waren 2.273 deutsch- und 179 tschechischsprachig. Am Anfang des 20. Jahrhunderts gab es in der Stadt eine Malzfabrik und zwei Bierbrauereien.
Nach dem Ersten Weltkrieg wurde Staab 1919 der neu geschaffenen Tschechoslowakei zugeschlagen.
Aufgrund des Münchner Abkommens kam die Stadt 1938 zum Deutschen Reich und gehörte bis 1945 zum Landkreis Mies, Regierungsbezirk Eger, im Reichsgau Sudetenland. Nach dem Zweiten Weltkrieg wurden die deutschen Einwohner größtenteils vertrieben.
1949 wurde die Stadt Bezirksstadt, bei der Gebietsreform von 1960 verlor sie diesen Status wieder und kam zum Okres Plzeň-jih.

### Demographie
Bis 1945 war Staab überwiegend von Deutschböhmen besiedelt, die vertrieben wurden.
| Jahr | Einwohner | Anmerkungen                   |
| ---- | --------- | ----------------------------- |
| 1785 | 0 k. A.   | 150 Häuser                    |
| 1837 | 1302      | in 184 Häusern                |
| 1900 | 2574      | meist deutsche Einwohner      |
| 1921 | 3021      | davon 2163 deutsche Einwohner |
| 1930 | 3298      | [ 6 ]                         |
| 1939 | 2901      | [ 6 ]                         |

| Jahr      | 1970 | 1980 | 1991 | 2001 | 2003 | 2016 |
| --------- | ---- | ---- | ---- | ---- | ---- | ---- |
| Einwohner | 3442 | 3776 | 3674 | 3443 | 3532 | 3597 |

## Gemeindegliederung
Zur Stadt Stod gehören der Ortsteil Lelov (Lellowa) sowie die Weiler und Einschichten Maškrov (Marschgrafen), Nový Mlýn und Lelovský Mlýn.
Der frühere Herrenhof Maškrov wurde zu einer Mühle umgebaut.

## Sehenswürdigkeiten
- Křížový vrch mit Aussichtsturm und ehemaliger Kirche
- Hammerschmidthaus, Museum

## Söhne und Töchter der Stadt
- Jan Florián Hammerschmidt (1652–1735), tschechischer Priester, Schriftsteller und Dichter
- Karl Moeser (1837–1888), Architekt
- Vinzenz Hofmann (1857–1933), böhmischer und österreichischer Parlamentarier, geboren in Rothaujezd
- Arthur Salz (1881–1963), deutscher Sozial- und Wirtschaftswissenschaftler, Hochschullehrer
- Karl Petrus Möhler (1897–1968), deutscher Ordensangehöriger, Abt des Stiftes Tepl in Westböhmen
- Alois Bergmann (1903–1982), Heimatforscher des Egerlandes und Gymnasiallehrer
- Karel Hoffmann (1924–2013), tschechoslowakischer kommunistischer Politiker und Gewerkschaftsfunktionär
- Ilona Uhlíková (* 1954), Tischtennisspielerin
- Pavel Soukup (* 1971), Mittelstreckenläufer
- Tereza Nová (* 1998), Skirennläuferin